# برسيبو بوجونيغورو
بيرسيبو بوجونيغورو هو نادي كرة قدم إندونيسي محترف مقره في بوجونيغورو. فاز في مسابقة كأس إندونيسيا عام 2012 لأول مرة في تاريخه.
الملعب البيتي للفريق هو ملعب ليتجين حاجي سوديرمان ويسع 15،000 شخص.

## وصلات خارجية
- الموقع الرسمي نسخة محفوظة 15 أغسطس 2012 على موقع واي باك مشين.
- صفحة النادي على goal.com
- Liga Primer نسخة محفوظة 2 سبتمبر 2011 على موقع واي باك مشين.